# La aventura del Poseidón (película de 2005)
La aventura del Poseidón es una película de 2005 de acción y aventuras basada en la novela de Paul Gallico. La película es un remake de la película homónima de 1972.

## Argumento
La trama se centra en el S.S. Poseidón, un crucero de lujo de 135,000 toneladas con tecnología de punta en un viaje desde Ciudad del Cabo, Sudáfrica a Sídney, Australia. El pasajero y padre Richard Clarke (Steve Guttenberg) está teniendo una aventura con Shoshana (Natalie Boltt), un miembro de la tripulación. Su familia se está alejando de él, y su esposa, Rachel (Alexa Hamilton), lo echa del camarote de la familia. Dylan (Rory Copus), su hijo de 12 años, es testigo de esto y está devastado. Su hermana mayor, Shelby (Amber Sainsbury), está en la escuela de enfermería y se enamora del médico del barco, Matthew Ballard (C. Thomas Howell). 
En la víspera de Año Nuevo, una bomba colocada por un grupo de cuatro terroristas explota, abriendo un gran agujero en el casco del Poseidón. Los oficiales en el puente y el capitán son asesinados a tiros por camareros deshonestos. Se planea que explote una segunda bomba, pero el mariscal Mike Rogo (Adam Baldwin) logra desmantelarla antes de que estalle. Debido a que el agua ahora solo ingresa a un lado del barco, el barco se vuelca y arroja a muchas personas a la muerte. A medida que la nave continúa inclinándose, el centro de gravedad en la nave hace que se voltee completamente hacia arriba. Muchos pasajeros y tripulantes resultan heridos, lisiados o muertos. El brazo de Ballard está gravemente herido. Shelby y una de las bailarinas están atrapadas en una mesa que está asegurada al piso, que ahora es el techo. Ambas son rescatadas. Shelby y Ballard comienzan a ayudar a los heridos. Un pequeño grupo de sobrevivientes, incluida la madre de Shelby, se prepara para escapar del barco que se hunde a través del agujero dejado por la bomba. El director del crucero (Russell Savadier) convence a la mayoría de los sobrevivientes en el salón de baile para que se queden, alegando que el barco no se está hundiendo. Shelby decide quedarse y ayudar a los heridos, pero sabe que su madre y su hermano menor deben irse antes de que sea demasiado tarde. Los otros abandonan el salón de baile cuando la madre de Shelby promete dejar rastros donde el grupo ha ido. Luego se van dolorosamente y Shelby saluda a su madre con una mano ensangrentada cuando termina el episodio uno.
El episodio dos comienza cuando la Marina descubre que el SS Poseidón ha desaparecido  y envían un equipo de rescate. En uno de los cuartos de la tripulación del Poseidón, Richard y Shoshana llegan al salón de baile a través de una ventilación de aire. Shelby se enfrenta a Shoshana, mientras Richard decide seguir a Rachel y los demás supervivientes con Ballard, Shelby y Shoshana. Cuando salen del salón de baile, una gran cantidad de agua se precipita en el salón de baile, matando a todos los que no escucharon a Richard. Mientras tanto, el grupo de Mike Rogo se divide, con Rogo llevando al terrorista a aguas más profundas para interrogarlo, mientras que el resto del grupo continúa en el camino para ser rescatados. Rogo se encuentra con el grupo de Richard y todos se encuentran nuevamente en el área donde explotó la bomba. Los escombros están demasiado llenos para pasar. Cuando llega la Marina, sus explosivos hacen que sea aún más imposible salir de esa manera. Se ven obligados a atravesar la sala de máquinas para detonar la otra bomba y escapar. Mientras, cruzan un abismo de fuego dejado por los motores en una pasarela caída, Shoshana y el terrorista Badawi caen en las llamas y mueren mientras los demás escapan. Encuentran la otra bomba, la detonan y abren con éxito un agujero en el casco. Suzanne Harrison (Alex Kingston), una agente británica que había estado ayudando, lamenta el hecho de que haya tan pocos sobrevivientes. Los sobrevivientes observan cómo el Poseidón se inclina y se hunde.

## Reparto
- Rutger Hauer - August Schmidt
- Adam Baldwin - Mike Rogo
- Steve Guttenberg - Richard Clarke
- Bryan Brown - Jeffrey Eric Anderson
- C. Thomas Howell - Matthew Ballard
- Rory Copus - Dylan Clarke
- Amber Sainsbury - Shelby Clark
- Alexa Hamilton - Rachel Clarke
- Alex Kingston - Suzanne Harrison
- Sylvia Syms - Belle Rosen
- Peter Weller - Paul Gallico
- Clive Mantle - James Martin
- Tinarie Van Wyk - Aimee Anderson
- Geoffrey Pierson - Admirante Jennigns
- Peter Dobson - Agente Percy
- Nathalie Boltt - Shoshanna
- Andrew Brent - Ronald Acre
- Jeremy Crutchley - Cyrus Copeland
- Peter Butler - Badawi
- Russell Savadier - Leo Mandebach